# Menhir de La Serpinerie
Le menhir de la Serpinerie est un menhir situé à Dissay-sous-Courcillon, dans la Sarthe en France.

## Localisation
Le menhir est situé dans le département français de la Sarthe, sur la commune de Dissay-sous-Courcillon.

## Historique
L'édifice est classé au titre des monuments historiques depuis le 24 novembre 1982.